# Гутерриш, Сидалия Лопес Нобре Музинью
Сидалия Лопес Нобре Музинью Гутерриш (род. XX век) — жена бывшего президента Восточного Тимора Франсишку Гутерриша, первая леди Восточного Тимора с 20 мая 2017 года по 20 мая 2022 года. Уроженка острова Атауро в Восточном Тиморе, 4 мая 2002 года стала второй женой Франсиско Гутерриша. В семье родилось трое сыновей и одна девочка. До замужества Сидалия Гутерриш была ведущим членом Organização Popular de Mulheres Timorense, феминистской организации партии Революционного фронта за независимость Восточного Тимора, президентом которой был Франсиско Гутерриш.
После президентских выборов 20 марта 2017 года Лопес Гутерриш объявила, что будет заниматься общественной деятельностью в пользу женщин, вдов, сирот, а также пожилых людей, инвалидов и отвергнутых людей, хотя в конституции Восточного Тимора у первых леди таких обязанностей не прописано. С этого времени она начала регулярно посещать различные социальные учреждения, брать на себя представительские обязанности и отвечала за множество социальных программ.
В опросе 2017 года, опубликованном Международным республиканским институтом, Сидалия Гутерриш получила положительные отзывы от 62 % участников опроса, в то время как её предшественницу Изабель да Кошта Феррейра положительно оценили 89 %.